# Pułk Lekkiej Kawalerii płk. Ignacego Ośmiałowskiego
Pułk Lekkiej Kawalerii płk. Ignacego Ośmiałowskiego – polski oddział kawalerii wchodzący w skład wojsk powstańczych okresu insurekcji kościuszkowskiej.

## Formowanie i walki
Pułk sformowany został na przełomie kwietnia i maja 1794 przez płk. Ignacego Ośmiałowskiego. Warunkiem zgody na werbunek wydanej przez gen. Stanisława Mokronowskiego było zobowiązanie organizatora, że oficerowie wybierani będą spośród nie mających przydziału do innych jednostek. 18 maja 1 szwadron liczył 127 osób i 105 koni. 29 maja miał już 167 osób i 114 koni, a  6 sierpnia szwadron liczył 134 ludzi i 101 koni. Potem został on wcielony do VII Brygady Kawalerii Narodowej.

## Żołnierze pułku
Organizatorem i dowódcą pułku był płk Ignacy Ośmiałowski. Pierwszym rotmistrzem został były major z pułku ułanów mirowskich Romuald Poniatowski, a pierwszym porucznikiem namiestnik z I Brygady Wielkopolskiej Jan Nepomucen Zubrzycki. Pierwszym podporucznikiem był były chorąży 4 pułku przedniej straży Adam Narzymski, a drugim podporucznikiem – namiestnik z pułku ułanów mirowskich Aleksander Żebrowski. Na pierwszego chorążego awansował podchorąży gwardii konnej koronnej Stanisław Tymieniecki.